# Киселёва, София Станиславовна
Софи́я Станисла́вовна Пото́цкая, по мужу Киселёва (пол. Zofia Potocka [Kisielew]; 1801, Тульчин, Подольская губерния, Российская империя — 2 января 1875, Париж, Франция) — дочь польского магната Станислава Щенсного Потоцкого и знаменитой авантюристки Софии Глявоне, жена графа П. Д. Киселёва. С 1 июля 1830 года кавалерственная дама ордена Св. Екатерины.

## Биография

### Детство и юность
Софья родилась в 1801 году в тульчинской усадьбе Потоцких. Через год в семье Потоцких появилась ещё одна дочь — Ольга. Девочки росли в юго-западных владениях Потоцких — в Тульчине, где находились два дворца их владетельного рода, и в Умани, где в честь их матери Станислав Потоцкий основал знаменитый сад Софиевка.
Потоцкие часть года проводили в Крыму, где Потёмкин подарил своей фаворитке Софии Витт большое греческое селение Массандру. Имение тянулось от хребта Яйлы до моря, охватывая площадь свыше 800 десятин. Его горную часть занимали строевые леса, в долинной были вскоре разведены виноградники тончайших французских лоз, а на обрыве над морем разбит роскошный парк с редкими тропическими растениями.
В зимний сезон 1818—1819 года семнадцатилетняя Софья Станиславовна впервые стала выезжать на петербургские балы. Её красота, знатность и богатство родителей вызвали всеобщее восхищение. Пушкин, всегда ценивший, по его собственному свидетельству, законченную красоту женских лиц, не мог пройти без внимания мимо молодой Потоцкой, уже вызвавшей поклонение его друга Вяземского. Согласно одной из бесчисленных гипотез, именно Софья рассказала легенду и вдохновила Пушкина на создание поэмы «Бахчисарайский фонтан» (пресловутый спор пушкиноведов на тему «утаённая любовь Пушкина»).

### Семейная жизнь
С 1817 года дом Потоцких постоянно посещал Павел Дмитриевич Киселёв. Служа в кавалергардском полку, он участвовал в прусской кампании 1807 года, сражался в 1812 году под Смоленском и Бородиным, был адъютантом Милорадовича и прошёл путь до Парижа. В 1814 году Александр I назначил его своим флигель-адъютантом и взял в свою свиту на Венский конгресс. В 1817 году он был произведён в генералы, а в 1819 году назначен начальником штаба второй армии. 30 марта 1821 года А. А. Закревский писал Киселёву:
Зачем так долго отдаляешь свою свадьбу? Будь ловок и уговори старуху совершить сие благополучие прежде, нежели она хочет. Ты имеешь верный залог четырехлетней привязанности к тебе Софьи, следовательно и останавливаться не должно. Впрочем, как я здесь слышу (может быть, и неверно), что мать Софьи не слишком желает отдать её за тебя; ты, верно, уже давно это заметил из обхождения её с тобой.
В апреле 1821 года Софья Потоцкая была объявлена невестой Павла Дмитриевича Киселёва. Жених известил об этом императора, который в ответном письме с Лайбахского конгресса выразил ему свои лучшие пожелания и просил передать свои поздравления «à la belle comtesse Sophie». 25 августа 1821 года состоялось в Одессе бракосочетание Софьи Потоцкой и П. Д. Киселёва при свидетелях градоначальнике графе А. Ф. Ланжероне и генерал-майоре Михаиле Орлове. Молодые поселились в Тульчине, городке Потоцких, где находилась и главная квартира (штаб) Второй армии. В 1822 году в Берлине скончалась Софья Константиновна Потоцкая, поручив младшую дочь Ольгу попечению Киселёвых. 
После смерти матери Софья получила в наследство Массандру, а её сестре Ольге достался Мисхор.
По словам Басаргина, Ольга отличалась более положительным характером, чем её старшая сестра, и, как и та, «славилась своею красотою». Красота младшей Потоцкой в сочетании с её практицизмом сыграла печальную роль в жизни её сестры. В глазах генерала Киселёва Ольга вскоре затмила очарование его молодой жены, и возникший роман зятя со свояченицей превратился в прочную пожизненную связь, разбившую счастье Софьи Станиславовны. В условиях быта маленького городка это не могло долго оставаться тайной. Семейная жизнь Киселёвых слагалась неудачно. В 1822 году у них родился сын Владимир, скончавшийся в двухлетнем возрасте в 1824 году. Других детей они не имели. В начале 1830-х годов разрыв Киселёва с женой стал окончательным.

### Последующие годы

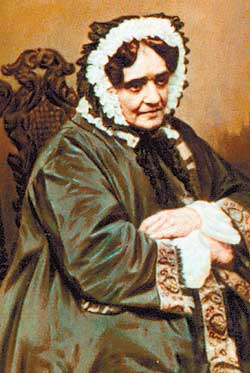
Софья Киселёва

Разойдясь с мужем, Софья Станиславовна много путешествовала. Бывала в Гамбурге, Баден-Бадене, Мариенбаде, Риме, Вене, Ницце, совершила поездку в Палестину, иногда приезжала в Россию, навещала родные юго-западные поместья, бывала и в любимом Крыму (например, в августе 1846 года). Отношений с сестрой Ольгой Киселёва не прекратила.
По словам сенатора К. И. Фишера, живя в 1835 году в Карлсбаде, графиня Киселёва была страстно влюблена в А. Г. Строганова, и когда он собирался уехать, она просила его остаться. Получив отказ на бале, она отправилась топиться в речку Тепль, куда фиакры выезжали только для того, чтобы обмыть колеса. Страстная Киселёва смогла бы там замочить только подол своего платья, что она и сделала. На следующее утро весь город видел окна её завешенные турецкими шалями, красной, белой, чёрной и прочими по числу окошек. «В знойные дни»,— вспоминал мемуарист,— «она раздевалась донага и прохаживалась по комнатам, и тогда окна не завешивались. Впрочем, жила она на втором этаже и видеть её можно было только в подзорную трубу с другой стороны набережной».
С конца 1850-х годов почти постоянно жила в Париже, где имела свой салон на Елисейских Полях. Сохраняя былую красоту, Киселёва была искусной собеседницей, но неудержимо придавалась страсти к игре в карты. У неё изо дня в день велась крупная игра, нередко 
затягивающаяся на всю ночь. Будучи уже зрелой дамой, она стала наследницей огромного состояния. В 1840 году — в Бад-Хомбурге было открыто казино, которое стало её страстью. В первый же свой приезд на этот курорт Софья Киселёва распорядилась построить там целых четыре дома. Позднее улица, на которой они были построены, получила название Kissilewstrasse. На протяжении почти тридцати лет графиня регулярно играла в казино. На старости лет уже немощную, не способную самостоятельно передвигаться графиню привозил в казино слуга, и она проводила там весь день. Только закрытие казино в 1872 году вынудило престарелую графиню покинуть Бад-Хомбург.
Скончалась 2 января 1875 года в Париже в своей квартире (улица Прессбурга, 1) в возрасте семидесяти четырёх лет, видимо, в полном одиночестве.